# Carlos Johnson
Carlos Johnson Carpio (Cartago, 10 luglio 1984) è un ex calciatore costaricano, di ruolo difensore.